# Drzewo genealogiczne Lutacjuszów
Lutacjusze (Lutatii) – plebejski ród rzymski, którego przedstawiciele pełnili najwyższe funkcje w republice rzymskiej.
| Gajusz Lutacjusz Katulus |

| Gajusz Lutacjusz Katulus |
| konsul 242 p.n.e.        |

| Kwintus Lutacjusz Katulus Cerco |
| konsul 241 p.n.e.               |

| Gajusz Lutacjusz Katulus |
| konsul 220 p.n.e.        |

| Kwintus Lutacjusz Katulus Cerco |

| Kwintus Lutacjusz Katulus |
| \| 1. Popilia \|          |
| 1. Popilia                |

| 1. Popilia |

| Gajusz Lutacjusz Katulus Cerco |

| Kwintus Lutacjusz Katulus          |
| konsul 102 p.n.e.                  |
| \| 1. Serwilia \| \| 2. Domicja \| |
| 1. Serwilia                        |
| 2. Domicja                         |

| 1. Serwilia |
| 2. Domicja  |

| Kwintus Lutacjusz Katulus Kapitoliński |
| konsul 78 p.n.e.                       |

| Lutacja                               |
| \| 1. Kwintus Hortensjusz Hortalus \| |
| 1. Kwintus Hortensjusz Hortalus       |

| 1. Kwintus Hortensjusz Hortalus |

| Lutacja |